# 신관동
신관동(新官洞)은 대한민국 충청남도 공주시의 동이다. 서산영덕고속도로 공주 나들목이 위치해 있다.

## 개요
공주시의 명동으로 불리는 신관동은 조선시대 말엽에는 공주군 동부면의 지역으로, 신관동 또는 신관이라 불렸다. 1914년 행정구역 통폐합 때 매산리, 일신리, 관동, 금송동, 기산, 이산리, 시목동을 병합하여 신관리라 하고, 장기면에 편입되었다.
1983년에 장기면에서 금흥리, 월송리, 무릉리와 함께 공주읍으로 편입되었고, 1986년 공주읍의 공주시 승격에 따라 행정동인 신관동이 신관동, 쌍신동, 월미동을 관할하게 되었다. 2012년 7월 1일 세종특별자치시가 설치되면서 공주시에 남은 장기면의 3개 리(석장리, 동현리, 송선리)와 금흥동, 월송동, 무릉동을 합친 행정동인 월송동이 신설되면서 관할 구역이 줄었다.

## 법정동
- 신관동
- 쌍신동
- 월미동

## 아파트
| 단지명              | 시행사         | 건설사       | 주소            | 주소   | 입주       | 비고     |
| ------------------- | -------------- | ------------ | --------------- | ------ | ---------- | -------- |
| 신관주공 4단지      | 경원건설㈜     | 대한주택공사 | 신금2길 48      | 신관동 | 1998년 5월 |          |
| 신관주공 5단지      | 범양건영       | 대한주택공사 | 관골2길 24-29   | 신관동 | 2005년 7월 |          |
| 신관주공 6단지      | TEC건설㈜      | 대한주택공사 | 관골2길 36      | 신관동 | 2009년 9월 | 국민임대 |
| 새뜸현대 3차        | 현대건설       | 현대건설     | 신금1길 72      | 신관동 | 1996년 3월 |          |
| 신관 힐스테이트     | 현대건설       | ㈜로이앤디   | 신금2길 17      | 신관동 | 2006년 8월 |          |
| 신관 대동다숲 1단지 | 대동종합건설㈜ | 한국토지신탁 | 공주대학로 49-4 | 신관동 | 2006년 3월 |          |
| 신관 삼환나우빌     | 삼환까뮤㈜     | ㈜대윤피앤디 | 관골1길 31-8    | 신관동 | 2009년 9월 |          |
| 신관 해링턴플레이스 | ㈜효성         | ㈜아시아신탁 |                 | 신관동 | 2017년 6월 |          |
- 신관2차 대아아이투빌 - 2002년 11월 입주 / 대아건설㈜